# Cortes (Navarra)
Cortes ist eine Gemeinde (Municipio) in Navarra, Spanien, mit 3.160 Einwohnern (Stand: 2024), die mehrheitlich spanischsprachig sind.

## Geografische Lage
Cortes liegt im Süden der Region Navarra im Ebro-Tal auf einer Höhe von ca. 255 m. Die Ortschaft liegt etwa 125 Kilometer südsüdöstlich von Pamplona und etwa 55 Kilometer nordwestlich von Saragossa. Durch die Gemeinde führt die Autovía A-68 und die Autopista AP-68. 

## Sehenswürdigkeiten
- Festung von Cortes aus dem 12./13. Jahrhundert, heute Pinakothek
- Johannes-der-Täufer-Kirche (Iglesia de San Juan Bautista) aus dem 16. Jahrhundert
- Altes und Neues Rathaus

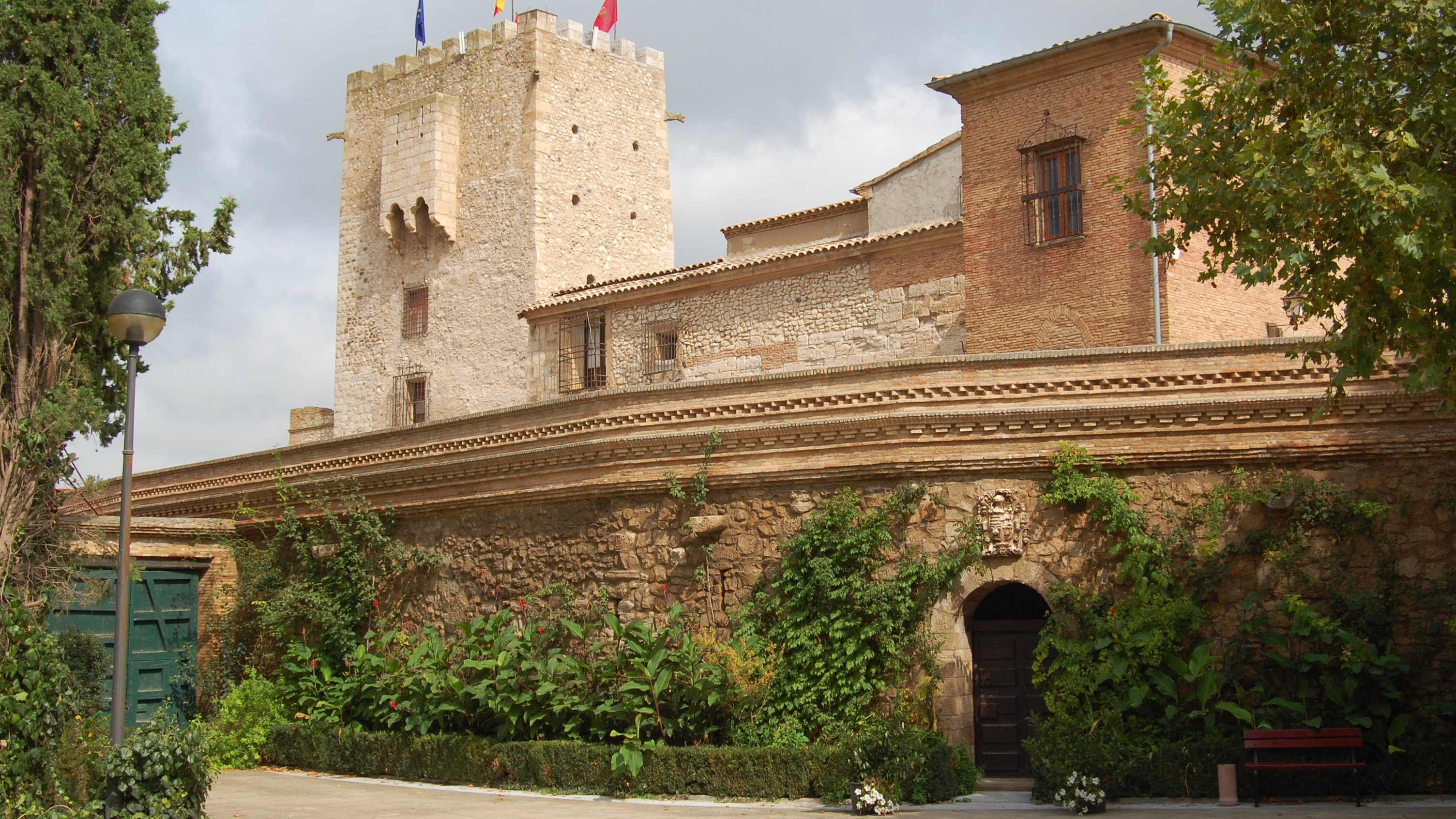
Festung von Cortes
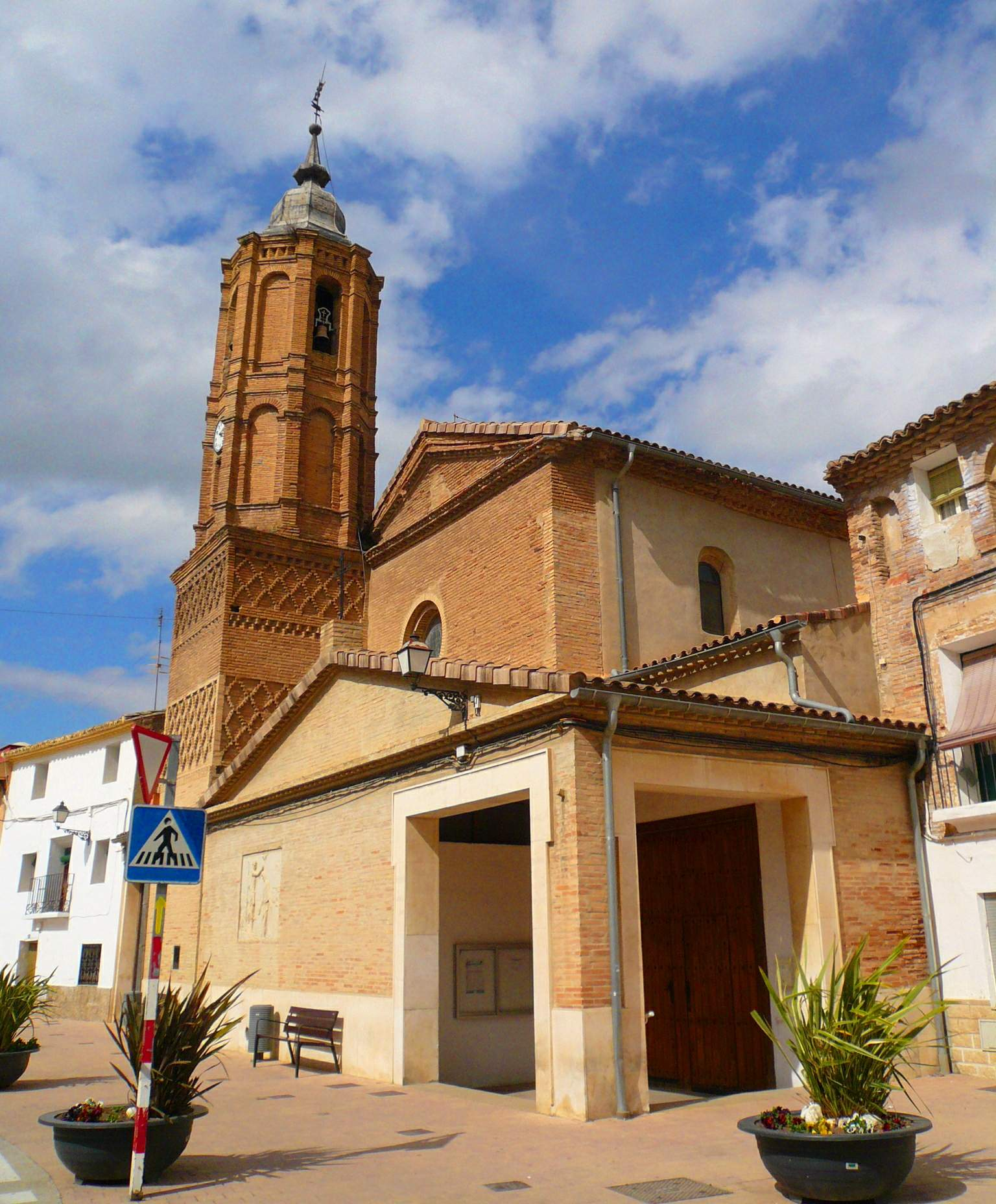
Johannes-der-Täufer-Kirche
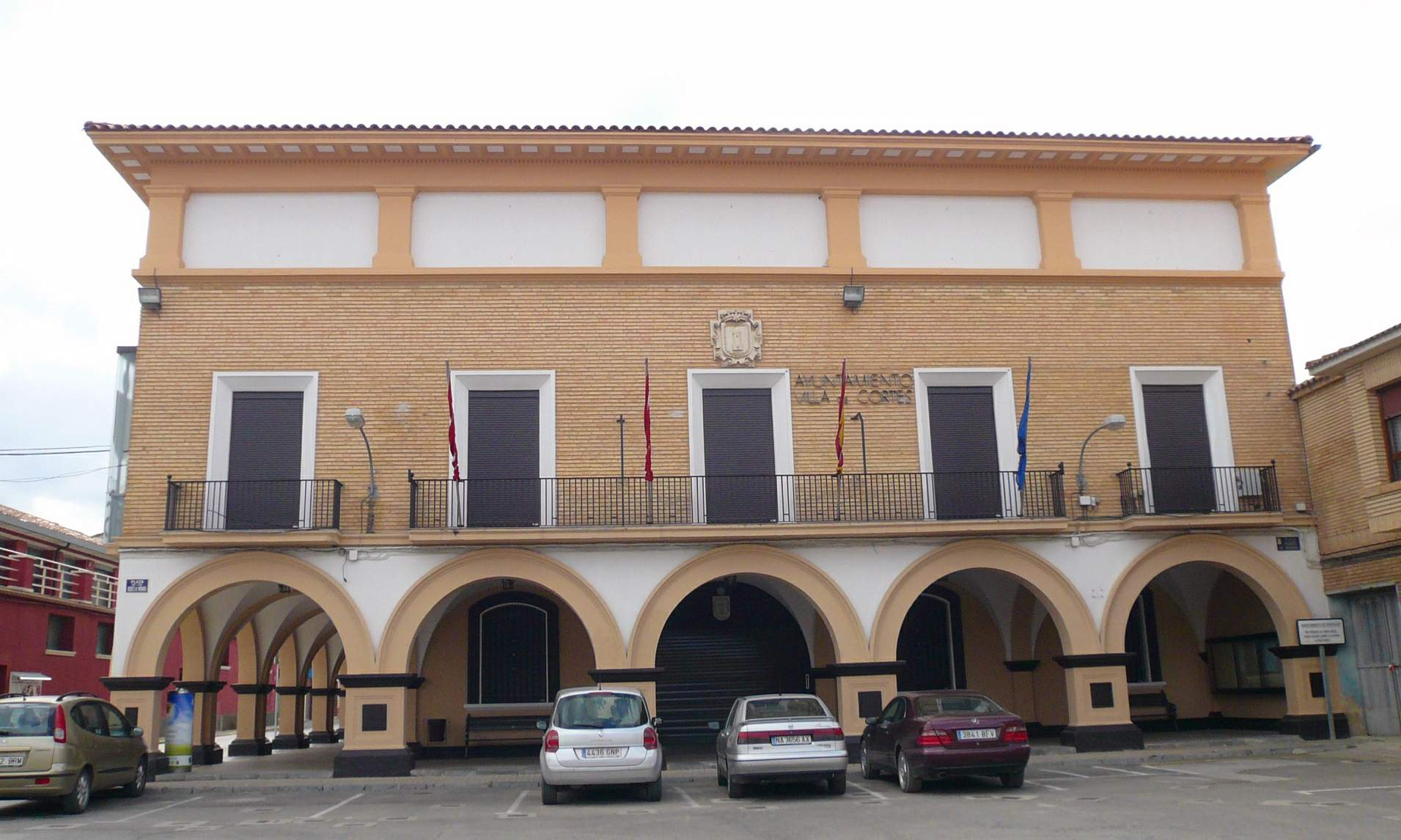
Neues Rathaus
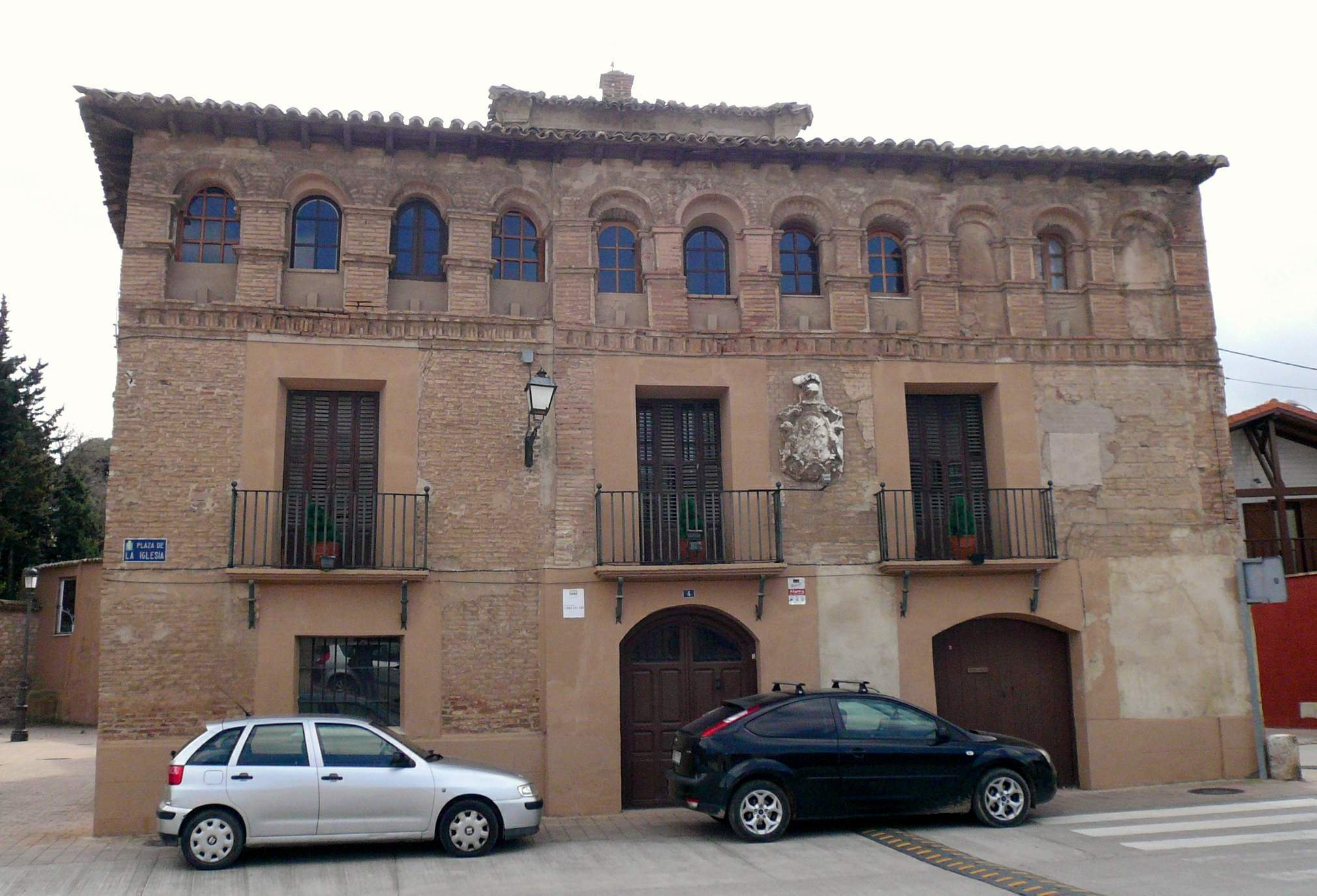
Altes Rathaus

## Söhne und Töchter der Stadt
- Carmelo Borobia Isasa (1935–2022), Weihbischof von Saragossa (1990–1996) und Toledo (2004–2010), Bischof von Taranzona (1996–2004), Titularbischof von Elo (1990–1996)
- Mario Gaviria (1938–2018), Rechtssoziologe
- Santiago Sánchez Sebastián (* 1957), Prälat von Lábrea